# Branchiopoda
De kieuwpootkreeftjes of bladpootkreeftjes (Branchiopoda) vormen een primitieve klasse van de kreeftachtigen. Hiertoe behoren onder andere de watervlooien, kopschildkreeftjes en de pekelkreeftjes. Branchiopoden kenmerken zich door hun bladvormige poten met kieuwaanhangsels. Vrijwel alle branchiopoden zijn kleine kreeftachtigen die in zoet of zout water leven. De meeste soorten zijn filtervoeders die algen, bacteriën en organisch materiaal uit het water opnemen.
Wereldwijd zijn ruim 1100 soorten beschreven, maar door hun onopvallende levenswijze kunnen er nog vele honderden soorten worden verwacht. Kieuwpootkreeftjes zijn algemeen in bijna alle typen stilstaande wateren en langzaam stromende binnenwateren. Ze zijn een belangrijke voedselbron voor vissen en vogels en vormen daarom een essentiële schakel in het voedselweb.

## Anatomie
Kieuwpootkreeftjes bezitten een variabel aantal segmenten en aanhangels op de thorax (borststuk). Het achterlijf (abdomen) is meestal vrij van aanhangsels en het telson bezit vrijwel altijd een paar caudale vertakkingen.
Eerste en tweede maxilles zijn vaak gereduceerd en maxillipeden zijn altijd afwezig. De rest van de aanhangsels zijn ongedifferentieerde bladachtige pootjes. Sommigen bereiken een lengte van 10 cm, maar het merendeel blijft veel kleiner. De aanhangsels dragen fijne borstels, waarmee voedseldeeltjes uit het water worden gefilterd. Veel soorten bezitten de rode bloedkleurstof hemoglobine en vertonen een roze verkleuring.

## Leefwijze
Hun manier van voortbeweging kan ritmisch of vloeiend zijn bij gebruik van de pootaanhangsels, maar ook schokkerig, vooral bij watervlooien die hun tweede antennenpaar gebruiken. Sommige soorten kunnen uitdroging overleven.

## Voortplanting en ontwikkeling
Binnen deze klasse komt een speciale vorm van ongeslachtelijke voortplanting voor, namelijk parthenogenese. De vrouwtjes zetten meerdere legsels af van elk honderden eitjes. Uit deze rusteieren komen onder geschikte omstandigheden de larven. Het aantal vervelling dat het jonge dier ondergaat gedurende zijn ontwikkeling verschilt sterk per groep: Triops vervelt veertig maal, maar de watervlooien (Daphniidae) slechts twee tot zeven maal voordat het volwassen stadium is bereikt. De levenscyclus van veel soorten is sterk afhankelijk van temperatuur en voedselaanbod.

## Verspreiding en leefgebied
Dieren uit deze klasse komen wereldwijd voor in zoet water, maar ook in brak of zout water zijn ze te vinden.

## Taxonomie
De volgende taxa zijn bij de Branchiopoda ingedeeld:
- Onderklasse Calmanostraca Tasch, 1969[5]
  - Orde Notostraca (Kopschildkreeftjes) Sars, 1867
    - Familie Triopsidae Keilhack, 1909
- Onderklasse Diplostraca
  - Infraklasse Cladoceromorpha
    - Superorde Cladocera (Watervlooien)
      - Orde Anomopoda Stebbing, 1902
        - Familie Bosminidae Baird, 1845
        - Familie Chydoridae Dybowski & Grochowski, 1894 emend. Frey, 1967
        - Familie Daphniidae Straus, 1820
        - Familie Eurycercidae
        - Familie Ilyocryptidae Smirnov, 1971
        - Familie Macrothricidae Norman & Brady, 1867
        - Familie Moinidae Goulden, 1968

      - Orde Ctenopoda Sars, 1865
        - Familie Holopediidae G.O. Sars, 1865
        - Familie Pseudopenilidae Korovchinsky & Sergeeva, 2008
        - Familie Sididae Baird, 1850

      - Orde Haplopoda Sars, 1865
        - Familie Leptodoridae Lilljeborg, 1900

      - Orde Onychopoda Sars, 1865
        - Familie Cercopagididae Mordukhai-Boltovskoi, 1968
        - Familie Podonidae Mordukhai-Boltovskoi, 1968
        - Familie Polyphemidae Baird, 1845

    - Orde Cyclestherida Sars, 1899
      - Familie Cyclestheriidae Sars, 1899

  - Orde Laevicaudata Linder, 1945
    - Familie Lynceidae Baird, 1845

  - Orde Spinicaudata
    - Familie Cyzicidae Stebbing, 1910
    - Familie Leptestheriidae Daday, 1923
    - Familie Limnadiidae Baird, 1849
- Onderklasse Sarsostraca Tasch, 1969
  - Orde Anostraca (Pekelkreeftjes) Sars, 1867
    - Onderorde Artemiina Weekers, Murugan, Vanfleteren, Belk and Dumont, 2002
      - Familie Artemiidae Grochowski, 1896
      - Familie Parartemiidae Simon, 1886

    - Onderorde Anostracina Weekers, Murugan, Vanfleteren, Belk and Dumont, 2002
      - Familie Branchinectidae Daday, 1910
      - Familie Branchipodidae Simon, 1886
      - Familie Chirocephalidae Daday, 1910
      - Familie Streptocephalidae Daday, 1910
      - Familie Tanymastigitidae Weekers, Murugan, Vanfleteren, Belk and Dumont, 2002
      - Familie Thamnocephalidae Packard, 1883

  - Orde  † Lipostraca Scourfield 1926

## Galerij

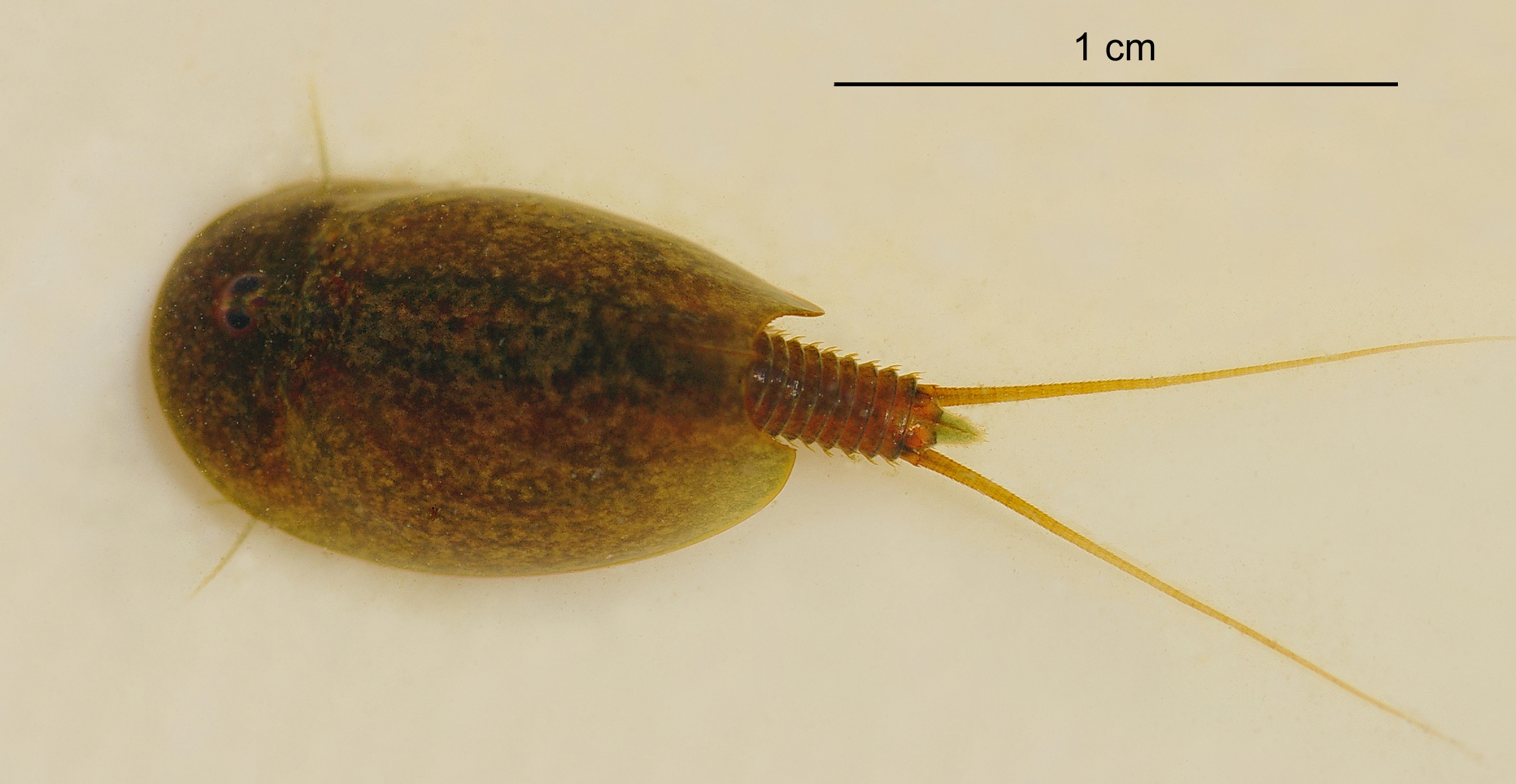
Lepidurus apus (Notostraca)
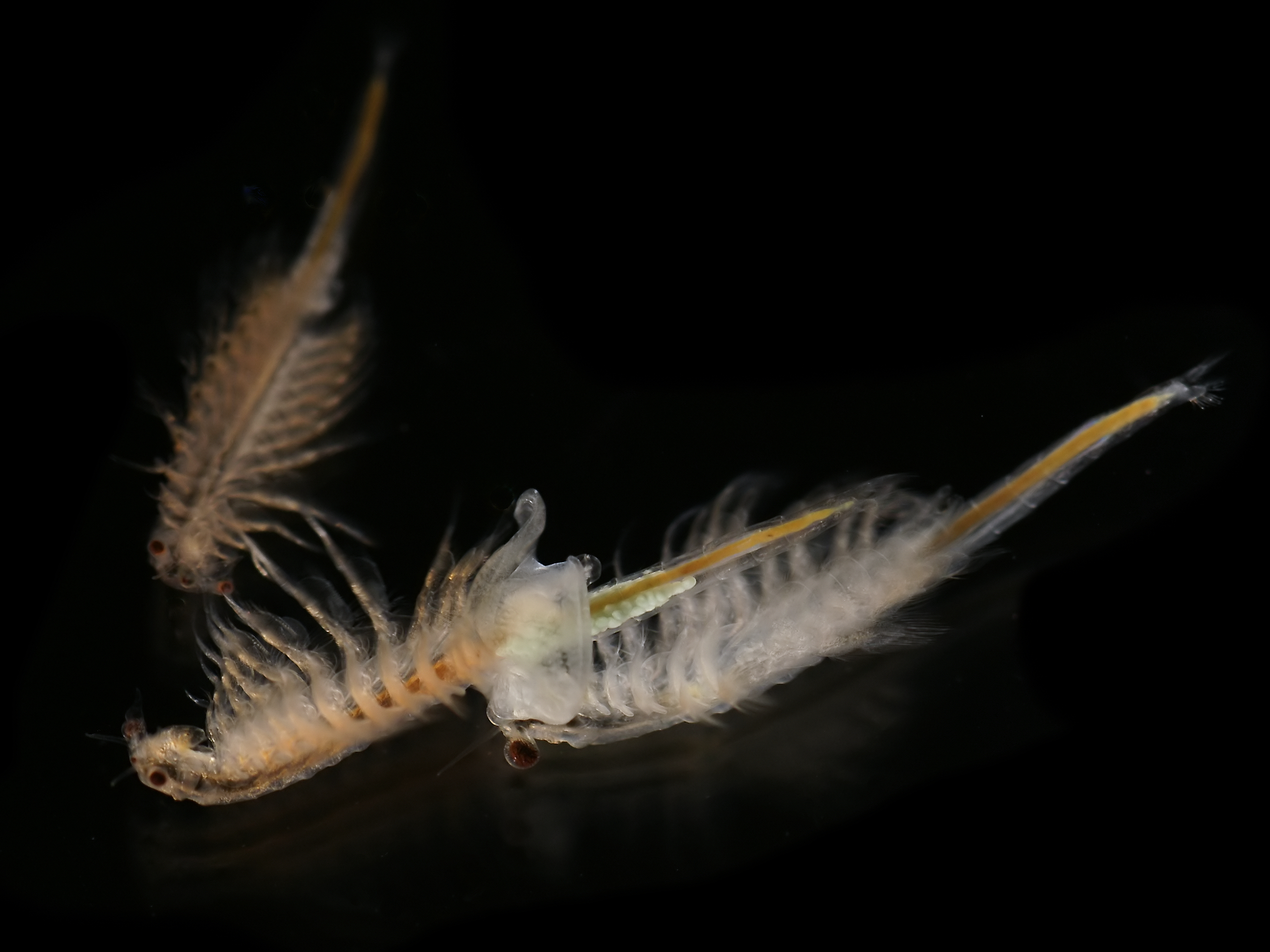
Artemia salina (Anostraca)
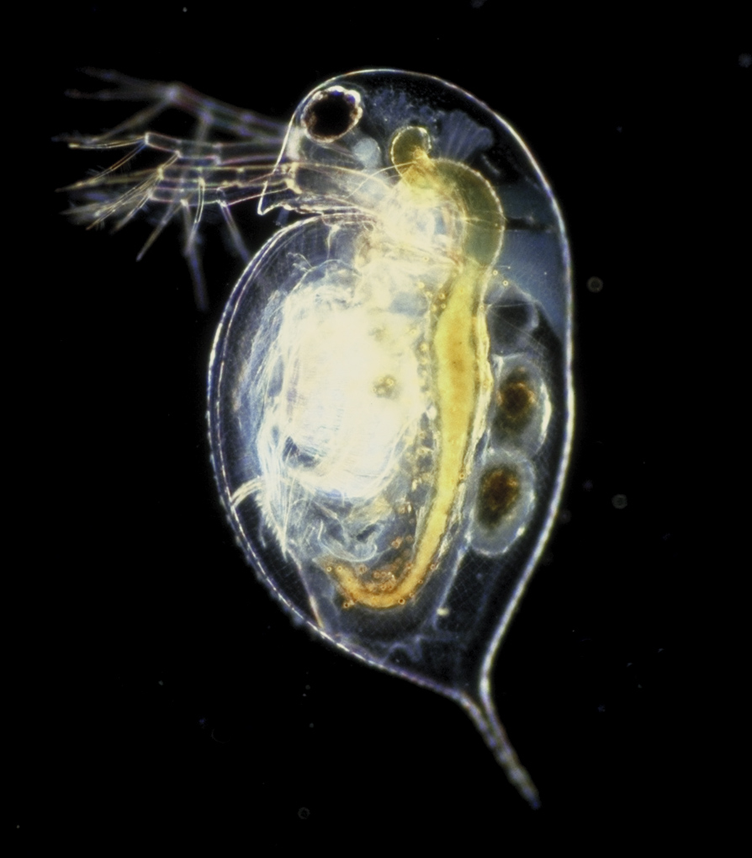
Daphnia pulex (Cladocera)